# Асоціальність
Асоціальність — це сукупність рис, що свідчать про відсутність соціальної спрямованості в чиїй-небудь діяльності, про байдуже ставлення до громадського життя.
Асоціальність — один із найскладніших і важкопрогнозованих особистісних розладів, що проявляються порушенням поведінки. Соціопати погано соціалізовані, вони живуть в ім'я задоволення своїх інстинктивних потреб, не звертаючи уваги на норми моралі, вимоги суспільства, тому схильні постійно порушувати правила й закони співіснування, не зважаючи на можливі покарання.
Асоціальна особистість нетерпляча, зорієнтована на моментальне задоволення, керується безпосередніми потребами і не в змозі терпіти затримку в задоволенні потреб. Вона може вкрасти тому, що в даний момент не має при собі грошей чи просто не хоче займати себе отриманням бажаного законним чином. Від асоціальних дій не утримує і загроза кари. Імпульсивності в задоволенні потреб супроводжують приступи агресивності в ситуації фрустрації. Через відсутність симпатії агресивним реакціям буває властива жорстокість, навіть садизм.
Асоціальну особистість не слід плутати з особою, яка поводиться асоціально внаслідок внутрішніх невротичних конфліктів. Невротик переживає вину через свою поведінку, що абсолютно не властива асоціальній особистості. Асоціальна особистість має схильність уникати відповідальності за небажану поведінку за рахунок раціоналізації і перекладати вину на інших (проєкція). Тривале спілкування з такою людиною завжди викликає невдоволення.
Ознаки асоціальної поведінки можуть проявитись задовго до юнацтва, проте саме в юності асоціальність особливо помітна і проявляється в агресивності, безладній сексуальній поведінці і механічному погляді на секс, у схильності до вживання алкоголю й наркотиків.
Асоціальна особистість дивиться на інших людей, як на джерело небезпеки чи насолоди, не звертаючи уваги на їх безпеку, задоволення, зручності. Вона переживає власні потреби як невідкладні й невмолимі, відкладання реалізації, котрих чи заміна чимось іншим немислима. Задоволення потреб веде до розпусти, стану пересичення, але не до переживання щастя з властивим йому почуттям підвищення самоповаги.
Асоціальна особистість не здатна встановлювати тісні міжособистісні взаємини. Дружба вимагає від людей якостей, які їй не властиві. Асоціальні індивіди можуть лише брати від інших, але нічим не хочуть жертвувати, і це породжує сімейні негаразди. Вони орієнтуються виключно на себе і не сприймають інших людей як таких, що мають права й почуття. Інші люди для них лише засіб для досягнення власних цілей.